# 16 Horsepower
16 Horsepower was een Amerikaanse band uit Denver.
De band combineerde verschillende muziekstijlen, zoals Appalachiaanse folkmelodieën, rock, gospelmuziek, bluegrass en Europese folk.

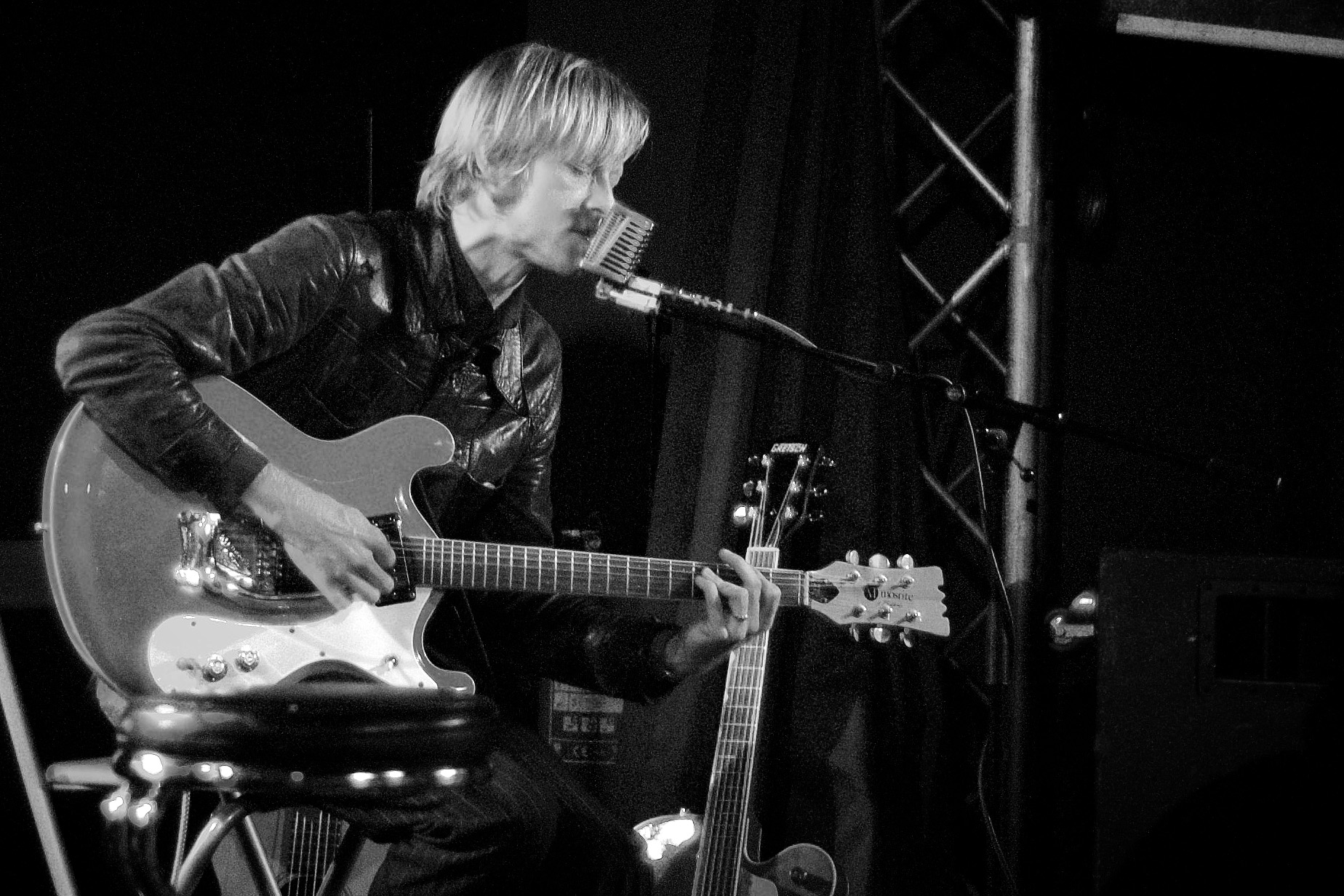
David Eugene Edwards live in 2004

## Achtergrond
De band bestond oorspronkelijk uit David Eugene Edwards, Jean-Yves Tola en Pascal Humbert, waarbij Edwards zich duidelijk als frontman profileerde. Na vier studioalbums te hebben opgenomen en zeer intensief te hebben getoerd, ging de band in 2005 uit elkaar vanwege "vooral politieke en religieuze" verschillen tussen de bandleden.
Edwards' opa was een Nazareense dominee en de jonge David ging vaak mee met zijn opa als deze moest preken. Deze ervaringen zijn van grote invloed geweest op zijn latere nummers, zowel tekstueel als muzikaal.
Een belangrijk muziekinstrument dat steeds terugkeert in de muziek van 16 Horsepower was de Chemnitzer concertina (vaak ten onrechte aangezien voor bandoneon en ook zo genoemd op het album Sackcloth 'n' Ashes).
Edwards is zijn muzikale carrière begonnen in de band The Denver Gentlemen. Sinds het uiteenvallen van 16 Horsepower (en ook al daarvoor) is Edwards actief met zijn eigen soloproject Woven Hand.

## Discografie

### Albums
| Album met eventuele hitnotering(en) in de Nederlandse Album Top 100 | Datum van verschijnen | Datum van binnenkomst | Hoogste positie | Aantal weken | Opmerkingen   |
| ------------------------------------------------------------------- | --------------------- | --------------------- | --------------- | ------------ | ------------- |
| 16 Horsepower                                                       | 1995                  | -                     | -               | -            | ep            |
| Sackcloth 'n' ashes                                                 | 06-02-1996            | -                     | -               | -            |               |
| Low estate                                                          | 1997                  | -                     | -               | -            |               |
| Secret south                                                        | 20-03-2000            | 25-03-2000            | 45              | 3            |               |
| Hoarse                                                              | 2001                  | 31-03-2001            | 89              | 2            |               |
| Folklore                                                            | 2002                  | -                     | -               | -            |               |
| Olden                                                               | 14-07-2003            | -                     | -               | -            |               |
| Live march 2001                                                     | 2008                  | -                     | -               | -            | Livealbum     |
| Yours truly                                                         | 02-09-2011            | -                     | -               | -            | Verzamelalbum |

| Album met hitnotering(en) in de Vlaamse Ultratop 200 albums | Datum van verschijnen | Datum van binnenkomst | Hoogste positie | Aantal weken | Opmerkingen   |
| ----------------------------------------------------------- | --------------------- | --------------------- | --------------- | ------------ | ------------- |
| 16 Horsepower                                               | 1995                  | 06-09-1997            | 30              | 2            | ep            |
| Folklore                                                    | 2002                  | 06-07-2002            | 50              | 1            |               |
| Live March 2001                                             | 2008                  | 19-04-2008            | 72              | 4            | Livealbum     |
| Yours Truly                                                 | 2011                  | 17-09-2011            | 46              | 4            | Verzamelalbum |

### Singles
| Single met eventuele hitnotering(en) in de Nederlandse Top 40 | Datum van verschijnen | Datum van binnenkomst | Hoogste positie | Aantal weken | Opmerkingen |
| ------------------------------------------------------------- | --------------------- | --------------------- | --------------- | ------------ | ----------- |
| Shametown                                                     | 1994                  | -                     | -               | -            |             |
| Black soul choir                                              | 1996                  | -                     | -               | -            |             |
| Haw                                                           | 1996                  | -                     | -               | -            |             |
| For heaven's sake                                             | 1997                  | -                     | -               | -            |             |
| Coal black horses                                             | 1997                  | -                     | -               | -            |             |
| The partisan                                                  | 1998                  | -                     | -               | -            |             |
| Clogger                                                       | 2000                  | -                     | -               | -            |             |
| Splinters                                                     | 2001                  | -                     | -               | -            |             |

## Dvd's
- Black Soul Choir and Haw (1995)
- 16HP dvd (2005)
- Live dvd (2006)